# CHILDREN (ROUAGEのアルバム)
『CHILDREN』（チルドレン）は、ROUAGEのメジャー3枚目のスタジオ・アルバム。1997年12月3日発売。マーキュリー・ミュージックエンタテインメント（現・ユニバーサルミュージック）よりリリース。

## 収録曲
1. 時間軸上のアリア
  - 作詞:KAZUSHI/作曲:SHONO/編曲:ROUAGE+Akira Nishihira
2. ever[blue]
  - 作詞:KAZUSHI/作曲:RIKA/編曲:ROUAGE+SOUL TOUL
3. エゴノカタマリカタマリノエゴ
  - 作詞:KAZUSHI/作曲:RIKA/編曲:ROUAGE+Akira Nishihira
4. 「密室」は情熱の部屋
  - 作詞:KAZUSHI/作曲:SHONO/編曲:ROUAGE+Akira Nishihira
5. プラネタリウム
  - 作詞:KAZUSHI/作曲:SHONO/編曲:ROUAGE
6. 蟻とチョコレート
  - 作詞:KAZUSHI/作曲:RAYZI/編曲:ROUAGE+Akira Nishihira
7. 菜食主義者の肉食動物
  - 作詞:KAZUSHI/作曲:RIKA/編曲:ROUAGE
8. 冷たい太陽
  - 作詞:KAZUSHI/作曲:RIKA/編曲:ROUAGE
9. 望遠鏡
  - 作詞:KAZUSHI/作曲:RIKA/編曲:ROUAGE+Akira Nishihira
10. 空蝉
  - 作詞:KAZUSHI/作曲:RAYZI/編曲:ROUAGE